# 伊斯蘭對中古歐洲的貢獻
自8世紀開始，伊斯蘭或阿拉伯人在西班牙和西西里島的存在，以及十字軍時期歐洲人在黎凡特的活動，導致一定程度的文化共享，或更準確地說，導致西歐地區採用伊斯蘭文化的許多特徵。然而，伊斯蘭文化的傳播，是阿拉伯人在貿易和商業領域的技能和活動所促進。 阿拉伯人對西班牙（參看安達魯斯）和西西里島的統治，導致他們在歐洲佔據重要地位。阿拉伯人的物質文化透過貿易傳播到西歐，並且他們的生活方式被模仿。 在阿拉伯文化高度發展時期，西歐社會對阿拉伯人的態度包含兩種截然不同的部分，一方面是深深的恐懼，另一方面是欽佩並承認其優越性；在11世紀末，隨著托萊多、西西里和耶路撒冷落入基督宗教政權控制中，有關的恐懼氛圍趨向和緩。 伊斯蘭教在西班牙和西西里島的存在，以及那裡和其他地方的眾多貿易聯繫，導致伊斯蘭技術和產品的傳播。然而，歐洲社會並不認為該些傳播內容是威脅其自身身分的外來事物；甚至，伊斯蘭西班牙（參看安達魯斯）的共同文化，也被莫札拉布基督徒視為屬於自己。
此外，將阿拉伯哲學文本翻譯成拉丁語，被認為導致中世紀拉丁語世界幾乎全部哲學領域的轉變，其中穆斯林哲學家在自然哲學、心理學和形而上學方面的影響尤其顯著。
在絲路貿易活動之中，伊斯蘭人群參與於技術和科學創新（其中包含引入中國大陸地區的發明，如造紙術、指南針等），並影響歐洲有關發展。